# Francis Graham-Smith
Sir Francis Graham-Smith [frénsis gréham-smíθ], angleški astronom, * 25. april 1923, Lancashire, Anglija, Združeno kraljestvo, † 20. junij 2025.

## Življenje in delo
Graham-Smith je v poznih 40. letih 20. stoletja delal na Univerzi v Cambridgeu na radijskem interferometru (Dolgi Michelsonov interferometer v Old Rifleu), kjer se je pridružil Ryleovi skupini. Med 2. svetovno vojno je kakor Ryle delal v Malvernu, Worcestershire. Svoj, leta 1941 začeti, študij je leta 1946 končal z diplomo na Kolidžu Downing v Cambridgeu. Nato se je postvetil raziskovanju radijskim valovom s Sonca.
Leta 1976 so ga imenovali za predstojnika Kraljevega observatorija v Greenwichu. V tem času je postavil na noge Observatorij Roque de los Muchachos na Kanarskem otoku La Palma, ki še vedno obratuje. Tja so leta 1979 iz Anglije najprej prestavili 2500 mm Daljnogled Isaaca Newtona (INT).
Med letoma 1982 in 1990 je bil trinajsti kraljevi astronom.